# Kenderes
Kenderes é uma cidade da Hungria, situada no condado de Jász-Nagykun-Szolnok. Tem 111,24 km² de área e sua população em 2019 foi estimada em 4.321 habitantes.